# 1993 w polityce

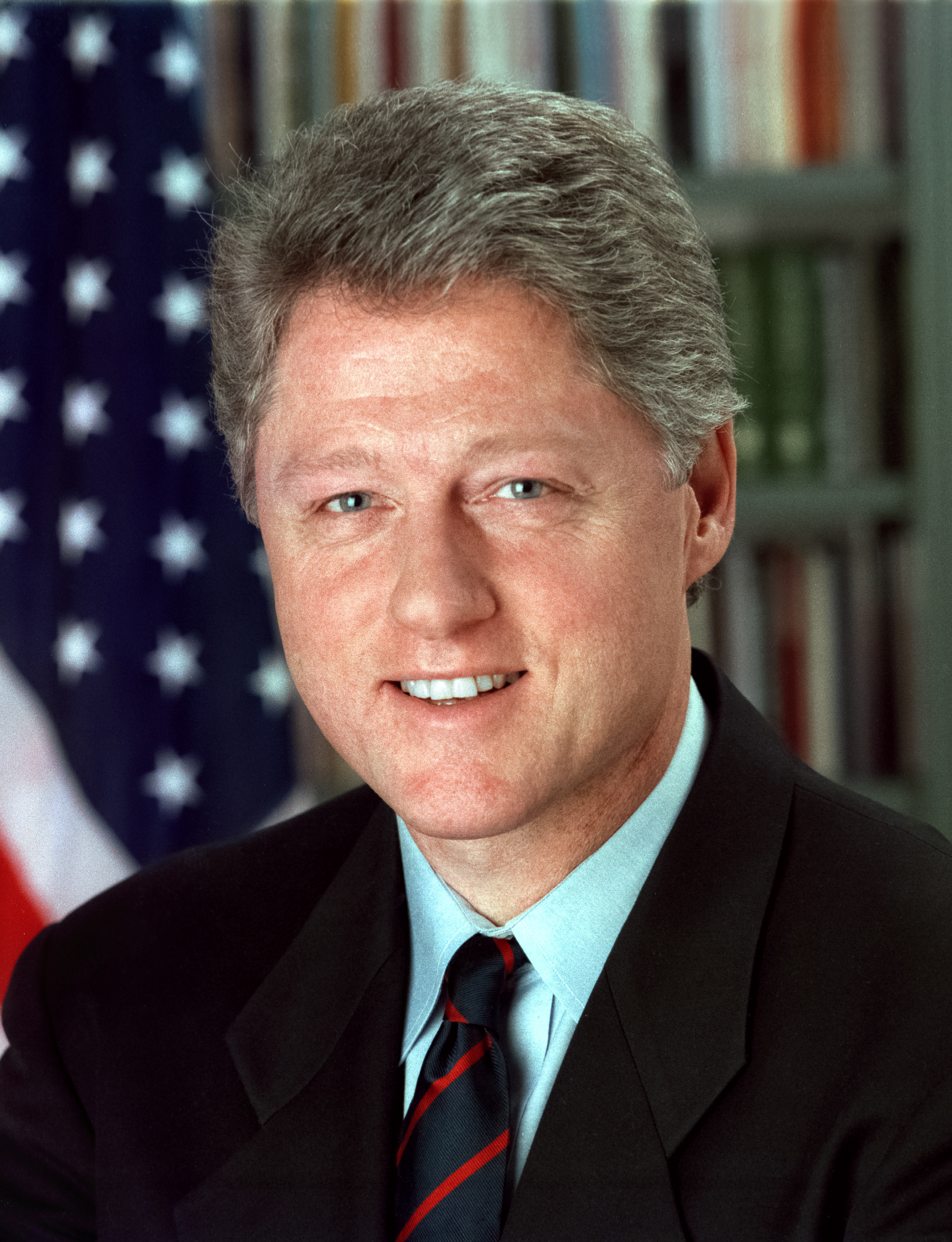
Bill Clinton

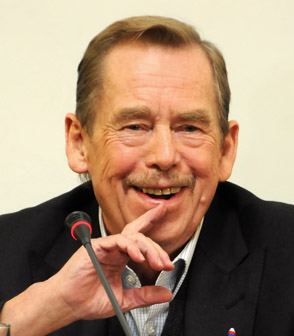
Václav Havel

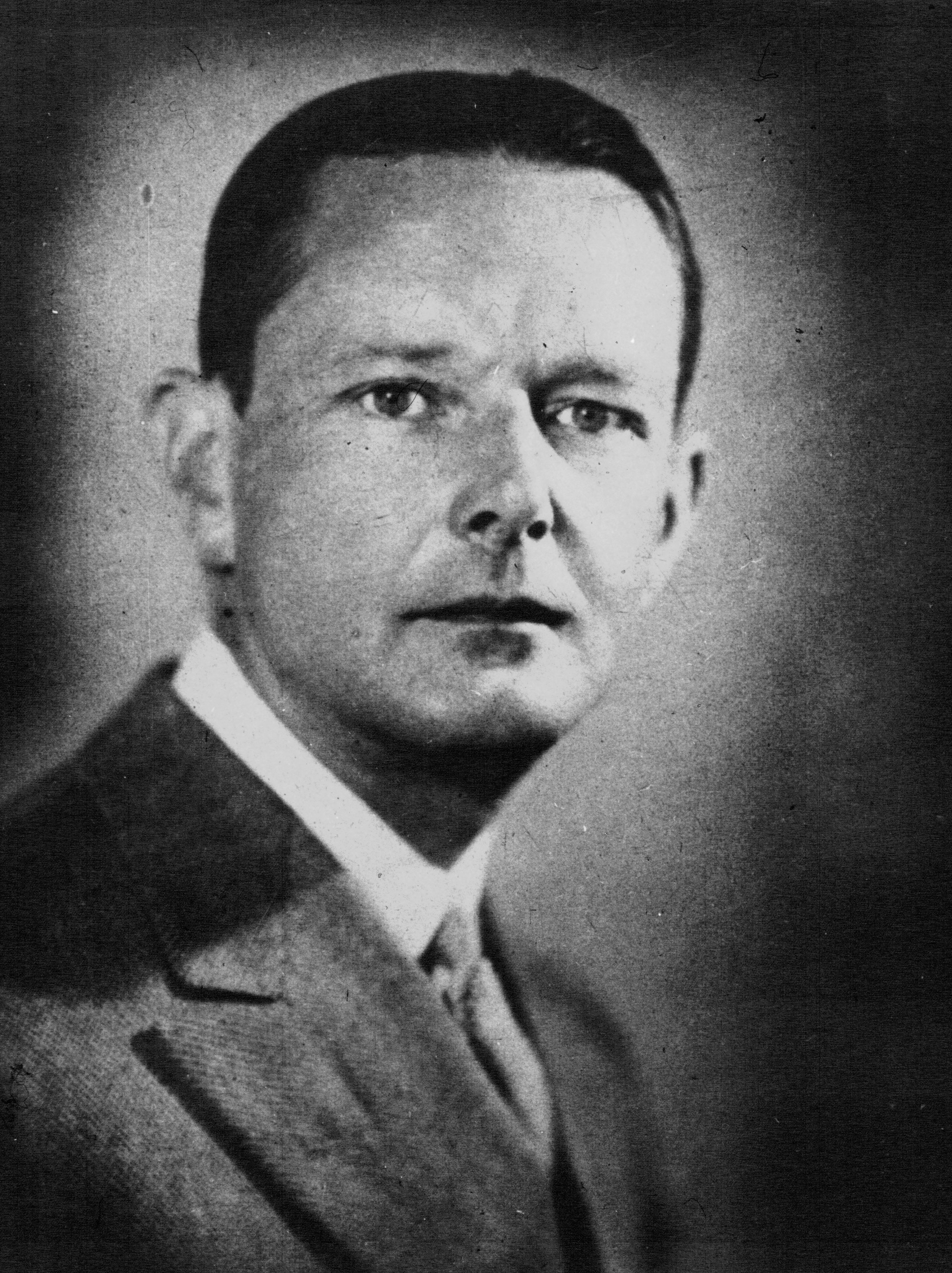
Edward Raczyński w 1932

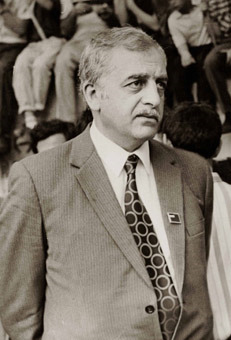
Zwiad Gamsachurdia

Wydarzenia polityczne w 1993 roku.

## Styczeń
- 1 stycznia – Czechy i Słowacja stały się dwiema suwerennymi republikami[1].
- 3 stycznia – w Moskwie prezydent Rosji Borys Jelcyn i prezydent Stanów Zjednoczonych George Bush podpisali kolejny układ rozbrojeniowy START II. Zgodnie z nowym układem oba państwa miały ograniczyć strategiczne zbrojenia ofensywne oraz zniszczyć do 2003 roku prawie 2/3 swoich zapasów broni nuklearnej[1].
- 20 stycznia – Bill Clinton zainaugurował prezydenturę[2][3][4].
- 26 stycznia – Václav Havel został wybrany przez parlament na prezydenta Czech[5].

## Luty
- 15 lutego – prezydentem Słowacji został przywódca Ruchu na rzecz Demokratycznej Słowacji Michal Kováč[1].
- 26 lutego – w zamachu na World Trade Center zginęło sześć osób, a ponad tysiąc odniosło rany[1].

## Marzec
- 4 marca – zmarł Nicholas Ridley, brytyjski polityk, minister w rządach premier Margaret Thatcher[6].
- 12 marca – zmarł Wang Zhen, chiński polityk[7].
- 27 marca – pod naciskiem Organizacji Narodów Zjednoczonych przywódcy bośniackich Serbów Radovan Karadžić i Ratko Mladić podpisali zawieszenie broni z Bośniakami[1].

## Maj
- 3 maja – rząd Etiopii uznał niepodległość Erytrei[1].

## Czerwiec
- 1 czerwca – Lech Wałęsa rozwiązał parlament i zarządził nowe wybory[1].

## Lipiec
- 30 lipca – w Londynie zmarł Edward Raczyński, prezydent RP na uchodźstwie[8].

## Wrzesień
- 13 września – w Waszyngtonie minister spraw zagranicznych Izraela Szimon Peres i przedstawiciel Organizacji Wyzwolenia Palestyny Abu Manez podpisali porozumienie pokojowe przewidujące powstanie Autonomii Palestyny[1].
- 19 września – wybory parlamentarne w Polsce wygrał Sojusz Lewicy Demokratycznej[1].

## Listopad
- 1 listopada – zaczął obowiązywać traktat z Maastricht, na mocy którego ustanowiono Unię Europejską[1].
- 9 listopada – zmarł Anatols Dinbergs, łotewski polityk i dyplomata[9].
- 30 listopada – pod patronatem Lecha Wałęsy założony został Bezpartyjny Blok Wspierania Reform (BBWR)[10].

## Grudzień
- 10 grudnia – Pokojową Nagrodę Nobla otrzymali Frederik Willem de Klerk i Nelson Mandela[1].
- 31 grudnia – zmarł Zwiad Gamsachurdia, prezydent Gruzji[11].